# GRE
GRE là từ viết tắt từ tiếng Anh của cụm từ Graduate Record Examinations (tạm dịch là Kỳ thi chứng nhận tốt nghiệp) là một bài thi khảo thí theo tiêu chuẩn và là điều kiện xét tuyển của các trường đại học ở Hoa Kỳ.  GRE được sở hữu và quản trị bởi tổ chức Educational Testing Service (ETS) và là nơi xây dựng nên bài thi này năm 1949.
Theo ETS, bài thi GRE nhắm đến việc đo khả năng suy luận ngữ nghĩa (verbal reasoning), suy luận định lượng (quantitative reasoning), viết phân tích (analytical writing), và các kỹ năng tư duy phản biện đạt được của thí sinh trong quá trình học tập. Nội dung bài thi GRE gồm đại số, hình học, số học và từ vựng. Thí sinh phải làm bài thi chung GRE (GRE General Test) trên máy tính ở các trung tâm thi cử.